# Uri Savir
Uri Savir (hebrejsky אורי סביר‎, formálně Uri'el Savir, אוריאל סביר‎; 7. ledna 1953 Jeruzalém – 14. května 2022) byl izraelský politik a bývalý poslanec Knesetu za stranu Mifleget ha-Merkaz.

## Biografie
Narodil se 7. ledna 1953 v Izraeli. Vysokoškolský titul bakalářského typu z mezinárodních vztahů získal na Hebrejské univerzitě. Hovořil hebrejsky, anglicky, německy a francouzsky.

## Politická dráha
Působil jako ředitel Peres Institute for Peace a jako vysoký úředník na ministerstvu zahraničních věcí. V roce 1998 vydal knihu 1100 dnů, které změnily Blízký východ.
V izraelském parlamentu zasedl po volbách v roce 1999, v nichž kandidoval za stranu Mifleget ha-Merkaz (Strana středu). V Knesetu zastával post člena výboru státní kontroly, výboru pro vzdělávání a kulturu, výboru pro zahraniční záležitosti a obranu, výboru pro imigraci, absorpci a záležitosti diaspory, výboru pro zahraniční dělníky a výboru pro vědu a technologie. Mandát ale zastával jen do března 2001, kdy rezignoval a nahradil ho David Magen. Ještě předtím opustil svou mateřskou stranu a přešel do nové formace nazvané Derech Chadaša (Nová cesta).